# Doraemon: Nobita to tsubasa no yūsha-tachi
Doraemon: Nobita to tsubasa no yūsha-tachi (のび太と翼の勇者たち?), è un film d'animazione del 2001 diretto da Tsutomu Shibayama.
Si tratta del ventiduesimo film di Doraemon, distribuito nelle sale giapponesi il 10 marzo 2001.

## Trama
Nobita ed i suoi amici sono a casa di Shizuka, quando sentono la notizia della misteriosa sparizione di alcuni stormi di uccelli. Nobita si convince che siano stati rapiti da delle creature alate, e per venire a capo della verità decide che egli stesso deve trovare un sistema per volare. Quindi costruisce delle ali meccaniche, ma mentre le sta provando si imbatte davvero nella creatura alata proveniente da una distorsione spazio-temporale. La creatura, il cui nome è Gusuke, chiede aiuto a Nobita ed i suoi amici, che però finiscono per essere trasportati in Birdpedia il mondo delle creature alate.